# Mai dương
Mai dương hay còn gọi trinh nữ nâu, trinh nữ đầm lầy, cây mắt mèo (danh pháp hai phần: Mimosa pigra) là một loài thực vật thuộc chi chi Trinh nữ, phân họ Trinh nữ của họ Đậu. Loài này có nguồn gốc vùng nhiệt đới Nam Mỹ, có họ hàng với cây trinh nữ mọc rất nhiều ở Việt Nam.

## Đặc điểm
Cây mai dương có thể mọc cao tới 2 m, mọc dày đặc ở vùng đất ẩm ướt. Thân và lá cây có nhiều gai cứng dẫn từ gốc đến ngọn, quả cây có nhiều lông ngứa. Sau 6 tháng thì ra hoa và kết quả. Mỗi lần sinh sản có thể sinh ra khoảng 9.000 hạt mới, và lan đi rất nhanh. Vì có khả năng xâm lấn mạnh, nó có thể hủy hoại các hệ sinh thái cây bụi đã có ở một nơi nào đó.
Có chứa hợp chất gây ngứa: tinh dầu thực vật Urushiol. Loại dầu này rất độc, thường bay trong không khí và đọng lại trên cây cỏ. Chỉ cần một phần tỷ của một gam (nanogram) tinh dầu này là đủ cho một người phải gãi như điên khùng. Các bác sĩ thường ví von rằng muốn làm tất cả mọi người trên trái đất phải gãi, họ chỉ cần không tới 10 gam chất dầu Urushiol.
Dĩ nhiên, phương pháp tốt nhất là mặc quần áo kín đáo, đừng để da thịt tiếp xúc với cây cỏ... Trong trường hợp lỡ bị ngứa rồi, hãy làm theo phương pháp sau:
- Cố đừng gãi, vì càng gãi nó càng lan rộng ra. Nên nhớ chỉ một phần tỷ g tinh dầu là đủ gây ngứa, và chất độc dễ dàng theo móng tay bạn đến làm ngứa những phần da khác; khiến bạn càng gãi, vết ngứa càng lan rộng ra.
- Rửa chỗ ngứa với nước. Đừng dùng khăn, vì chất Urushiol có thể bám vào khăn, làm ngứa những chỗ khác. Rửa cho đến khi hết ngứa, sau đó thoa vào chỗ ngứa một chút alcohol (rượu cồn) nếu có.
- Giặt quần áo có dính chất Urushiol với nước, có hoặc không có xà phòng đều được.
Ngoài ra, các chất như xăng, dầu hỏa, acetone, amonia... đều có công dụng làm loãng chất Urushiol. Nên dùng ngón tay thấm các chất này và chà lên vết thương (không nên dùng thường xuyên, vì những chất này đều có hại đối với da thịt).

## Tại Việt Nam
Hiện nay, tại Thừa Thiên-Huế và một số vùng khác của Việt Nam, người ta đang cố gắng kìm hãm sự phát triển của nó, để bảo vệ cho các hệ sinh thái hiện tại.

## Một vài hình ảnh

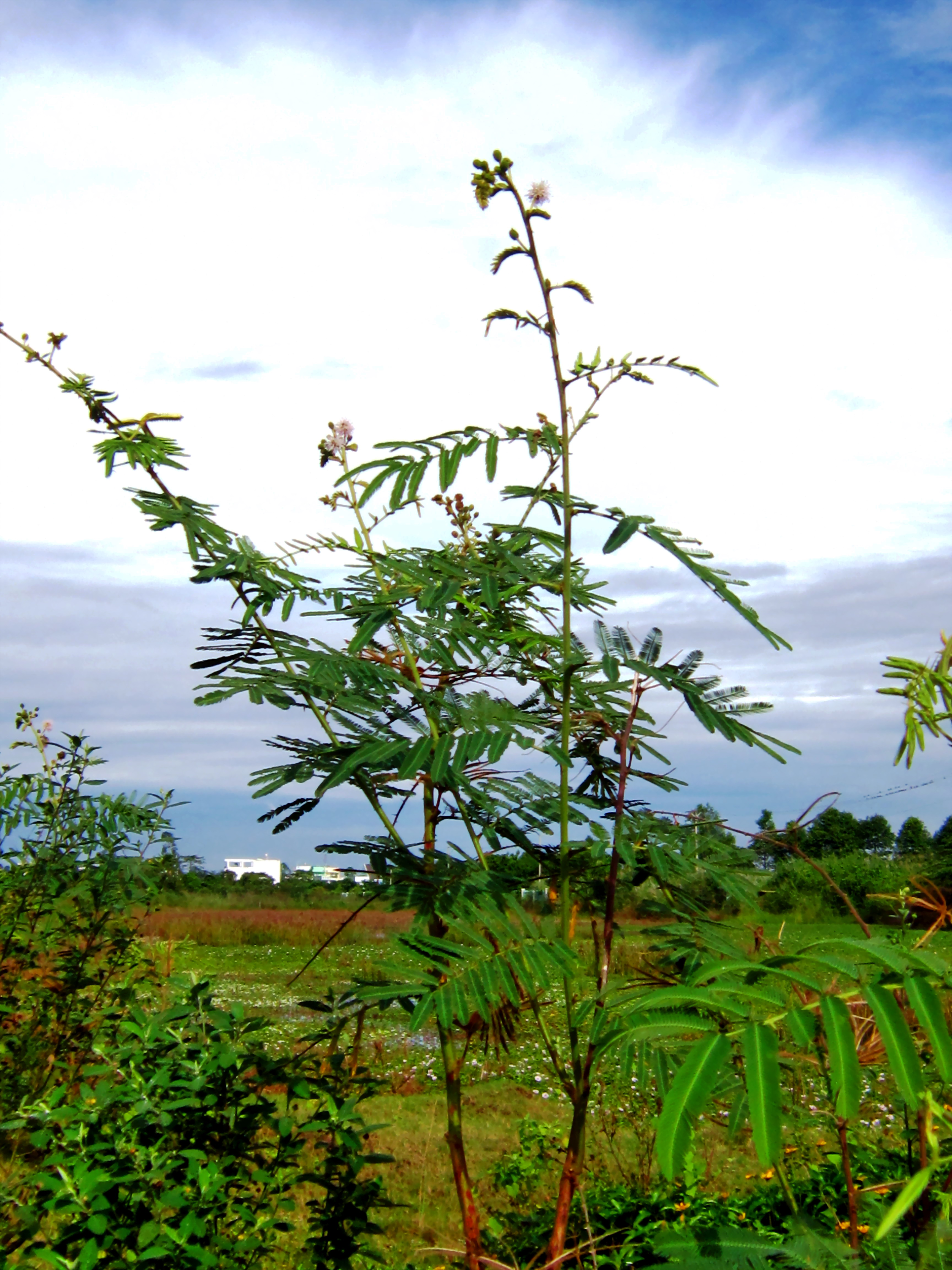
Một cây mai dương ở Việt Nam.
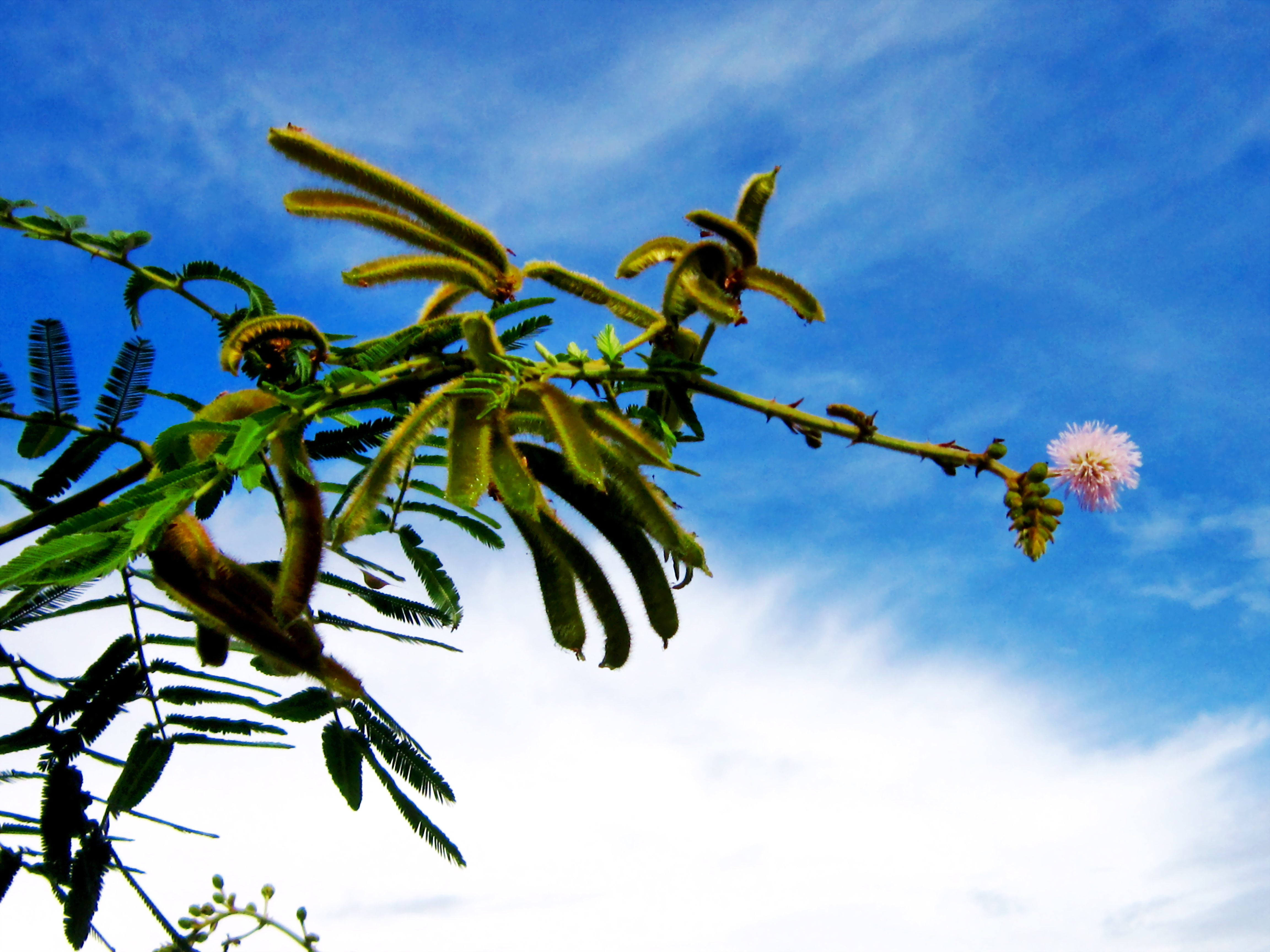
Một nhánh mai dương, có quả và hoa.
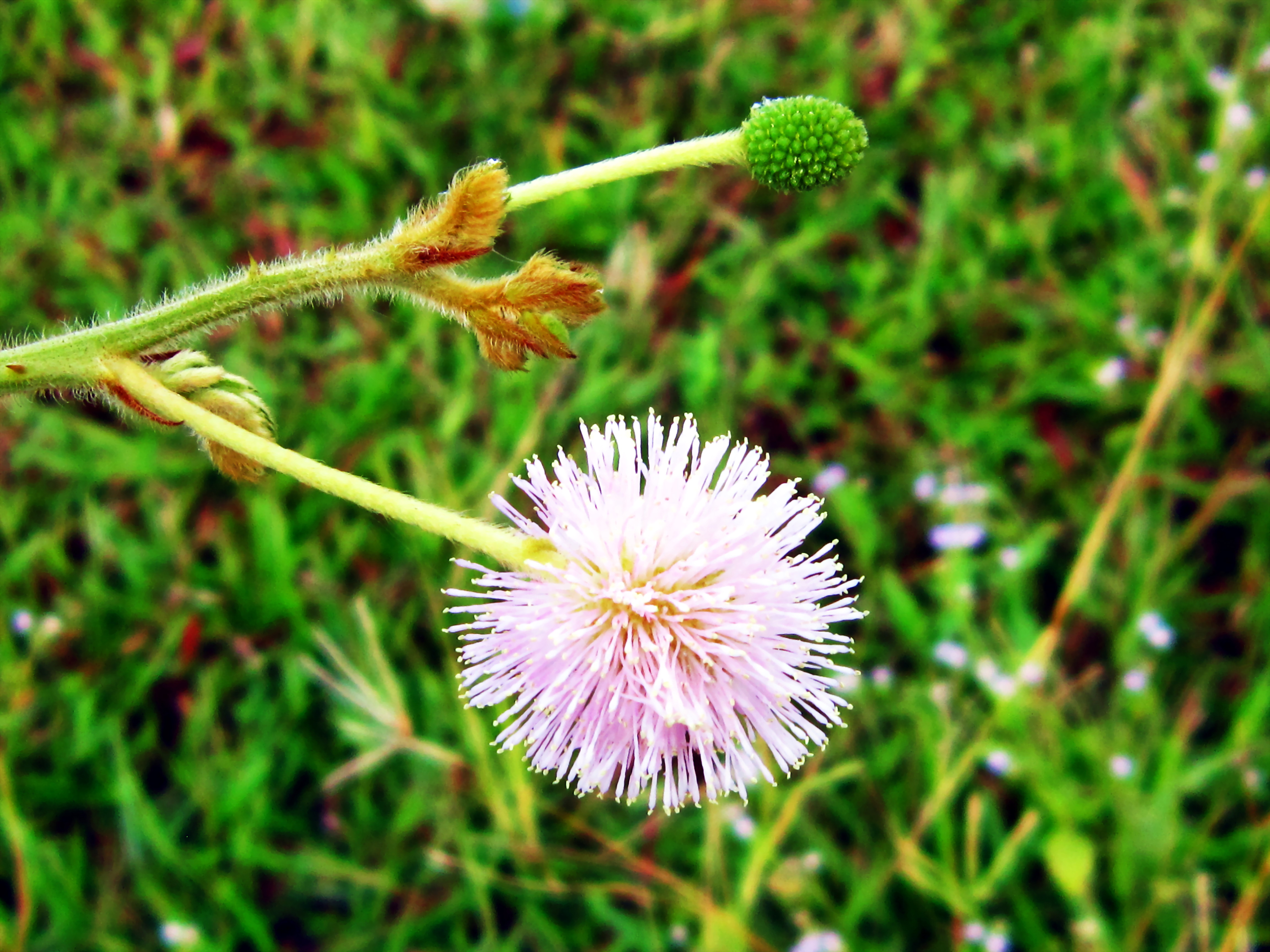
Hoa mai dương.
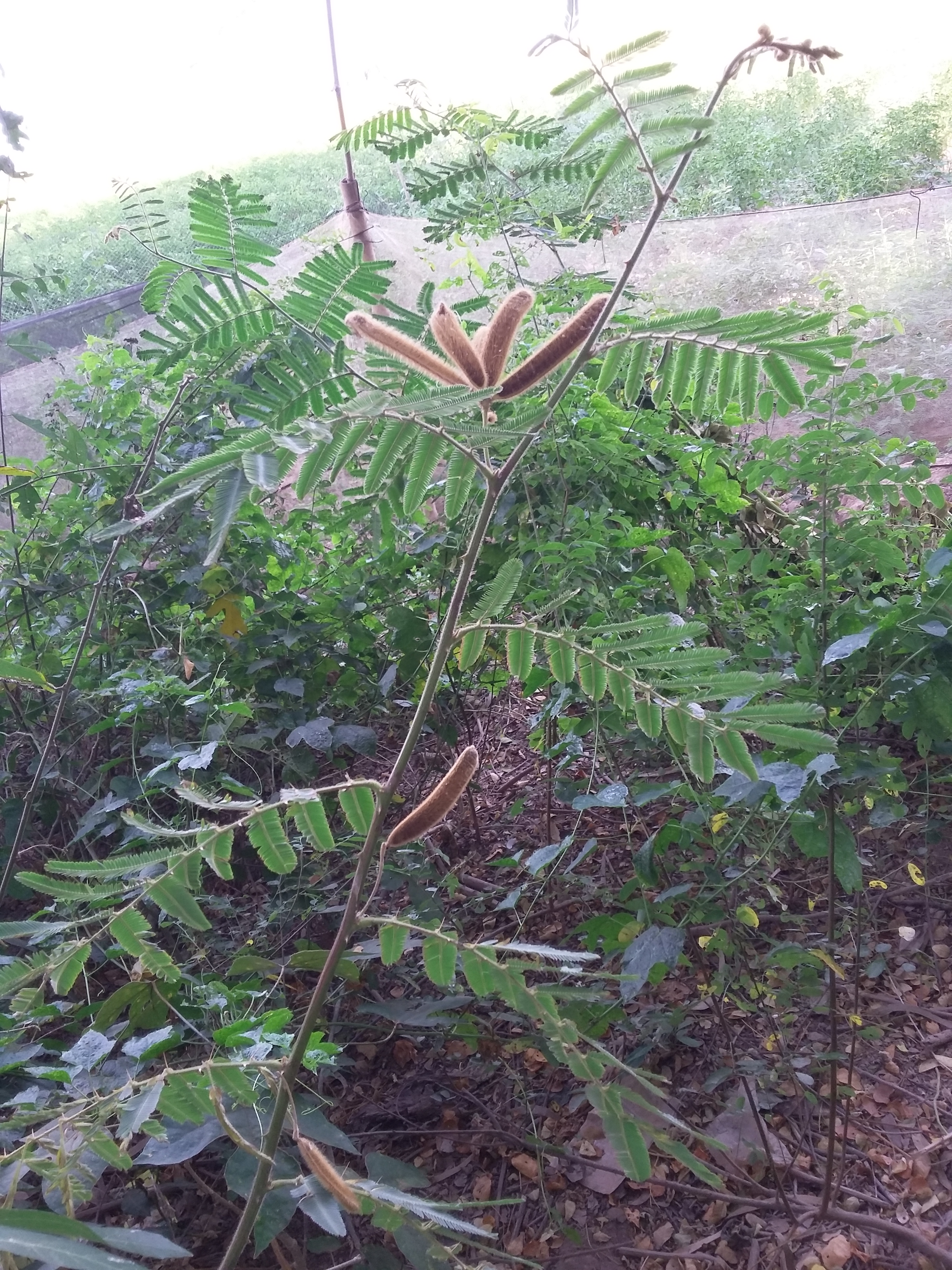
Cây Mai Dương